# جون كينيدي (لاعب كرة قدم برازيلي)
جون كينيدي هو لاعب كرة قدم برازيلي، ولد في 18 مايو 2002 في إتينا في البرازيل.

## وصلات خارجية
- جون كينيدي على موقع إي إس بي إن إف سي (الإنجليزية)
- جون كينيدي على موقع قاعدة بيانات كرة القدم.إي يو (الإنجليزية)
- جون كينيدي على موقع ليكيب (الفرنسية)
- جون كينيدي على موقع Soccerbase.com (لاعب) (الإنجليزية)
- جون كينيدي على موقع Soccerway.com (الإنجليزية)
- جون كينيدي على موقع عالم كرة القدم.نت (الإنجليزية)